# Arráncame la vida (novel·la)
Arráncame la vida és la novel·la de debut de l'escriptora mexicana Ángeles Mastretta. Es va escriure a la Ciutat de Mèxic, on es va publicar el 1985.
En la trama, la jove Catalina Guzmán relata com es va construir com a una dona modernista i com percep la seva vida diària després de la revolució mexicana, en relació amb el seu marit Andrés Ascencio, que forma part del món polític. El tema del feminisme, mai explícit en la novel·la, és un factor central del seu succés.
El 2008 es va estrenar la pel·lícula Arráncame la vida, basada en aquesta novel·la, que va representar Mèxic als Premis Oscar.
Mastreta forma part de la lluita d'equitat entre homes i dones i va liderar la fundació Unió de Dones Anti-masclistes a la Ciutat de Mèxic.